# TSB Ec 4/5
Die Ec 4/5 war eine Personenzug-Tenderlokomotivreihe der Thunerseebahn (TSB). Die Lokomotiven verkehrten ursprünglich auf den Strecken der jetzigen BLS AG.

## Allgemeines
Die TSB beschaffte zusammen mit der Spiez-Frutigen-Bahn (SFB) und der Erlenbach-Zweisimmen-Bahn (EZB), also den Vorgängern der Berner Alpenbahn-Gesellschaft Bern–Lötschberg–Simplon (BLS), insgesamt sechs Lokomotiven dieser Reihe für den gemischten Betrieb.
Sie entspricht grösstenteils den gleichzeitig von der Emmentalbahn (EB), Burgdorf-Thun-Bahn (BTB) und Tösstalbahn (TTB) beschafften Ed 4/5, hat aber eine auf 60 km/h gesteigerte Höchstgeschwindigkeit. Zusammen waren es elf Lokomotiven, die sich nur in der Zusatzausrüstung unterschieden. Insbesondere erhielt die letzte an die EB gelieferte Lokomotive von Anfang an einen Überhitzer und eine Heissdampf-Zwillingsmaschine.
Die Lokomotiven wurden von der Schweizerischen Lokomotivfabrik Winterthur (SLM) gebaut.
Nachdem die TSB 1920 elektrifiziert worden war, wurden die Maschinen auf der Bern-Neuenburg-Bahn (BN) eingesetzt. Als 1921/22 auch auf der BN der Dampfbetrieb endete, wurden sechs Maschinen an die BBÖ nach Österreich verkauft.
Die BBÖ reihte die Verbundmaschinen als Reihe 279, die inzwischen auf Heissdampf umgebaute Nr. 11 der TSB als 379.01 ein und setzte sie im Verschub (Rangierdienst) ein. Als 1928/29 durch die Inbetriebnahme der Reihe 478 genügend leistungsfähige Verschublokomotiven zur Verfügung standen, stellte die BBÖ die sechs Maschinen sukzessive ab und musterte sie bis 1934 aus.

## Technisches

Originalzeichnung der TSB Ec 4/5

Die mit einem aussenliegenden Verbundtriebwerk ausgerüstete Tenderlokomotive war auf einem 22 mm starken Innenrahmen aufgebaut. Von den vier angetriebenen Achsen waren die erste und letzte seitlich verschiebbar gelagert. Die vorne liegende Laufachse war als Bisselgestell ausgeführt. Der Kessel hatte einen Dampfdom, auf dem sich das Sicherheitsventil befindet. Die Tragfedern waren bei allen Achsen unter den Lagern aufgehängt. Ausser zwischen der 2. und 3. Achse waren Ausgleichshebel angebracht. Die 3. Achse wurde von der ausgefrästen Treibstange angetrieben. Die obenliegende Steuerwelle wurde über Kurbel und Rad angesteuert. Die Steuerung war eine Walschaerts-Steuerung mit einer doppelt gelagerten Kulisse der Bauart von Borries. Es waren mit Trickkanal versehene Flachschieber eingebaut. Als Anfahrvorrichtung war ein selbsttätiges Wechsel-Kolbenventil im Verbinder eingebaut. Mit diesem wurde bei vollausgelegter Steuerung über ein mit Frischdampf ausgelöstes Steuerventil und über eine Drosseleinrichtung Frischdampf in den Niederdruckzylinder geleitet. Zugleich wurde der Abdampf aus dem Hochdruck-Zylinder ins Blasrohr geleitet, so dass die Maschine mit Zwillingswirkung anfahren konnte. Wurde danach die Steuerung zurückgenommen, wurde das Steuerventil entleert, und durch den Hilfsdampf vom Hochdruck-Zylinder wurde das Triebwerk auf die normale Verbundstellung umgeschaltet. Von vorne gesehen, war der Hochdruck-Zylinder links (Lokführerseite), während der Niederdruck-Zylinder und die Luftpumpe sich rechts (Heizerseite) befanden. Die Luftpumpe befand sich vor dem Wasserkasten seitlich an der Rauchkammer. Die beiden seitlich des Kessels angebrachten Wasserkästen fassten zusammen 5,3 m³ Wasser. Für den Kohlevorrat war hinter dem Führerhaus ein Kasten angebracht, welcher 1,5 t Kohle fassen kann.
Der Sandkasten war auf dem Kessel angebracht und die Sander wurden von Hand betätigt.
Die Lokomotiven hatten eine Spindelbremse und Exzenterhebelbremse als Handbremse sowie eine Westinghouse-Bremse als Druckluftbremse eingebaut. Die Bremsen wirkten auf drei der vier Triebachsen. Der Hauptluftbehälter war zwischen dem Rahmen hinter der letzten Treibachse unter dem seitlich offenen Führerhaus. Der Geschwindigkeitsmesser war einer nach Haushälter oder Hasler.
Die Nummer 11 wurde 1912 mit einem Überhitzer ausgerüstet, dabei wurde der Hochdruck-Zylinder ersetzt und Lentz’sche Steuerventile eingebaut. Die Steuerung blieb sonst unverändert.
| Nummer | Verwaltung | BBÖ Nummer | Hersteller | Fabrik- nummer | Baujahr | Kauf | Ausrangierung | Verbleib | Bemerkungen               |
| ------ | ---------- | ---------- | ---------- | -------------- | ------- | ---- | ------------- | -------- | ------------------------- |
| 11     | TSB        | 379.01     | SLM        | 1190           | 1899    | 1921 | 1928          | Abbruch  |                           |
| 12     | TSB        | 279.01     | SLM        | 1191           | 1899    | 1921 | 1928          | Abbruch  |                           |
| 13     | SFB        | 279.02     | SLM        | 1336           | 1901    | 1921 | 1935          | Abbruch  | 1916–21 im Besitz der GTB |
| 14     | SFB        | 279.03     | SLM        | 1337           | 1901    | 1921 | 1928          | Abbruch  |                           |
| 15     | EZB        | 279.04     | SLM        | 1441           | 1902    | 1921 | 1928          | Abbruch  |                           |
| 16     | EZB        | 279.05     | SLM        | 1442           | 1902    | 1921 | 1930          | Abbruch  |                           |